# Palaeomolis postflavida
Palaeomolis postflavida là một loài bướm đêm thuộc phân họ Arctiinae, họ Erebidae.